# Clã Ii

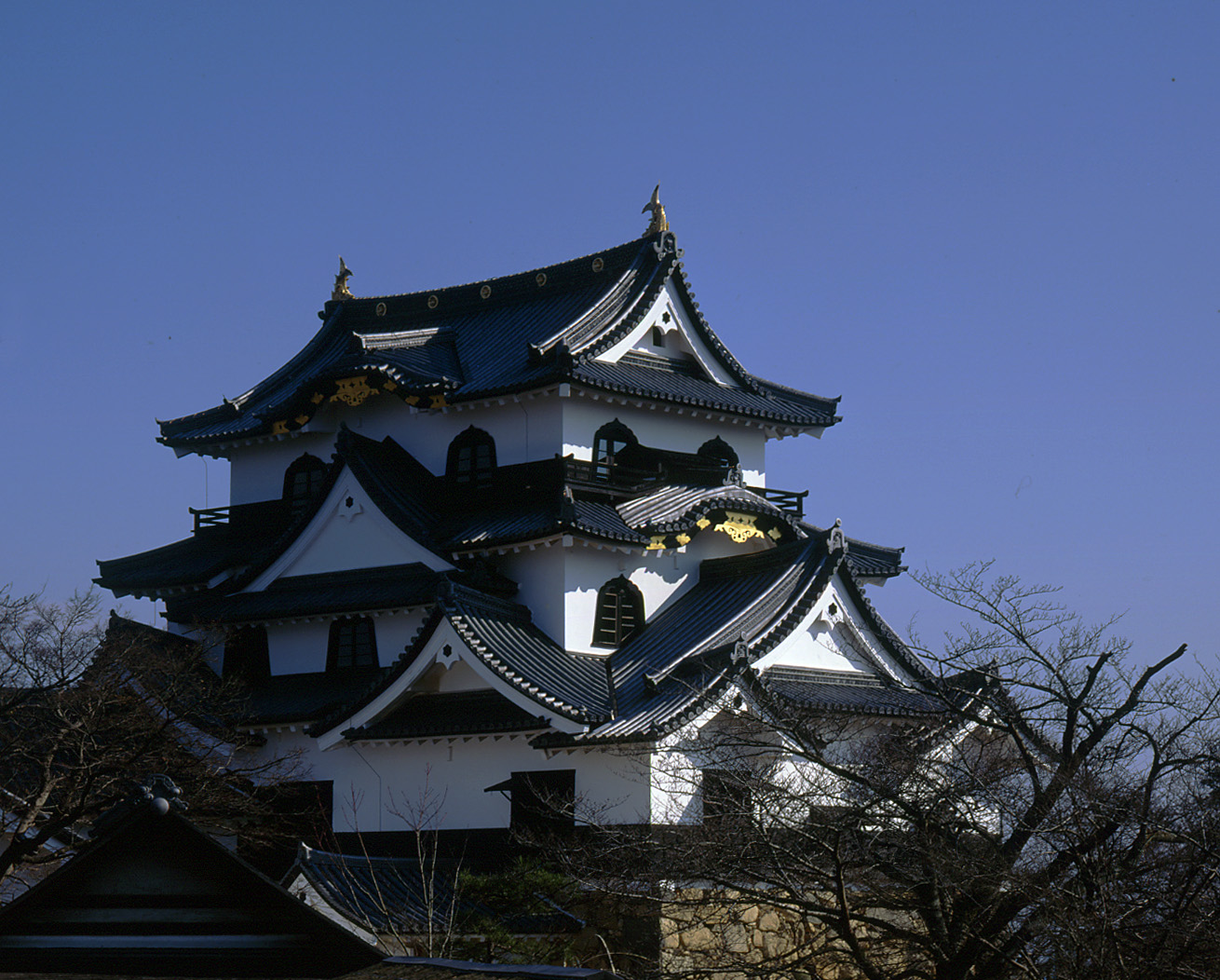
Castelo de Hikone, sede do clã Ii durante o Período Edo

O clã Ii (井伊氏, Ii-shi) foi um clã do Japão oriundo da Província de Tōtōmi. Era vassalo dos Imagawa, e depois passou para o lado do Clã Matsudaira da Província de Mikawa. Ii Naotora era a líder do clã nesse período famosa por reestruturar o clã Ii após todos os membros do seu clã serem assassinados, que posteriormente adotou o filho de Ii Naomori. Ii Naomosa famoso membro do clã no Século XVI que serviu como um dos generais de Tokugawa Ieyasu, e recebeu o Domínio de Hikone como recompensa pelo seu desempenho na Batalha de Sekigahara. Os Ii e uns poucos ramos permaneceram como daimiô durante todo o Período Edo. Ii Naosuke, um famoso político do final do Período Edo, era outro membro do clã .